# Chanar
Chanar fou un antiga fortalesa de districte de Mirzapur, a les Províncies del Nord-oest (després Províncies Unides d'Agra i Oudh) situada a la riba sud del Ganges a uns 42 km de Benarés (Varanasi). El 1981 la vila existent a la vora de la fortalesa tenia una població de 9.148 habitants i era municipi.
La fortalesa hauria estat fundada per Bharti Nath, rei d'Ujain, i germà del semi mític Vikramaditya. També s'atribueix a Prithwi Raja. La fortalesa existent avui dia és obra dels musulmans. Va passar per les mans de les dinasties de Delhi i després els mogols per caure finalment en mans de Raja Balwant Singh de Benarés vers el 1750. El major Munro la va atacar el 1763 sense èxit, però després de la batalla de Buxar la va conquerir (1764). Després de la revolta de Raja Chait Singh el 1781, Warren Hastings es va retirar a Chanar on el major Popham va reunir una força militar que va expulsar a Chait Singh de les seves fortaleses de la rodalia i finalment el va expulsar cap a territori de Gwalior. Més tard els britànic van usar la fortalesa per confinar presoner polítics.